# 条形图

一个长条图例子

条形图，或条图（英語：bar graph），台湾常称为长条图，又称为柱状图、棒形图，是一种以长方形的长度为变量的統計圖表。长条图用来比较两个或以上的价值（不同时间或者不同条件），只有一个变量，通常利用于较小的数据集分析。长条图亦可横向排列，或用多维方式表达。
繪製長條圖時，長條柱或柱組中線須對齊項目刻度。相較之下，折線圖則是將數據代表之點對齊項目刻度。在數字大且接近時，兩者皆可使用波浪形省略符號，以擴大表現數據間的差距，增強理解和清晰度。
类似的图形表达为直方图，不过后者较长条图而言更复杂（直方图可以表达两个不同的变量）。

## 例子
这是一个柱形图的示例：

## 其他
- 直方图
- 甘特图